# Vaemla
Vaemla (Duits: Waimel) is een plaats in de Estlandse gemeente Hiiumaa, provincie Hiiumaa. De plaats heeft de status van dorp (Estisch: küla).
Vaemla lag tot in oktober 2017 in de gemeente Käina. In die maand ging de gemeente op in de fusiegemeente Hiiumaa.

## Bevolking
De ontwikkeling van het aantal inwoners blijkt uit het volgende staatje:
| Jaar            | 2000 | 2011 | 2017 | 2019 | 2021 |
| --------------- | ---- | ---- | ---- | ---- | ---- |
| Aantal inwoners | 44   | 24   | 37   | 41   | 35   |

## Geografie
Vaemla ligt in het zuidoostelijk deel van het eiland Hiiumaa, aan de Baai van Vaemla (Estisch: Vaemla laht), een uitloper van de Baai van Õunaku (Õunaku laht). Deze baai is op zijn beurt een onderdeel van Väinameri, het deel van de Oostzee tussen de eilanden Muhu, Saaremaa, Hiiumaa en Vormsi en het Estische vasteland.
Bij Vaemla begint de oostelijkste van de twee dammen die de eilanden Hiiumaa en Kassari verbinden. Aan de westkant van de dam ligt de binnenzee Baai van Käina (Estisch: Käina laht). De Tugimaantee 83, de secundaire weg van Suuremõisa via Käina naar Emmaste, komt door Vaemla. De rivier Vaemla jõgi (Duits: Waimelsche Bach) komt juist niet door Vaemla.

## Geschiedenis
Vaemla werd voor het eerst genoemd in 1453 onder de naam Peter Somelepis tho Vaymonen, een boerderij. Vanaf 1564 was er sprake van een Wacke Waimell of Waymäll (1565). Een Wacke was een administratieve eenheid voor een groep boeren met gezamenlijke verplichtingen. Vanaf 1598 bestond er een landgoed Waimel. Alternatieve namen voor het landgoed waren Waimul (1688), Waimle (1732), Waimell (1765), Waima en Waimla (1782). Het dorp op het landgoed kreeg pas in 1977 officieel de status van dorp.
De oorspronkelijke eigenaar was de familie Wachtmeister. Op het eind van de 17e eeuw werd het landgoed kroondomein, maar in 1722 werd het teruggegeven aan de familie Wachtmeister. In de 19e eeuw behoorde het landgoed toe aan de familie von Gernet, in de vroege 20e eeuw aan de familie von der Pahlen. Gustav von der Pahlen was de laatste eigenaar voordat het landgoed in 1919 door het onafhankelijk geworden Estland werd onteigend.
Het landhuis van het landgoed werd gebouwd op het eind van de 18e eeuw. Het had een groot aantal bijgebouwen. Bijna alles is in de jaren veertig van de 20e eeuw verloren gegaan. Van één stal staan de muren nog overeind en een vroegere hooischuur, die in de jaren vijftig van de 20e eeuw in gebruik werd genomen als wolfabriek, is nog in goede staat. Daar maakt een familiebedrijf op ambachtelijke wijze wollen kleding; ook is hier in de zomermaanden een café gevestigd. Het park dat rond het landhuis lag wordt nog onderhouden.
De schilder Johann Köler bezocht Hiiumaa in 1863. Hij logeerde bij Rudolf von Gernet, de toenmalige eigenaar van het landgoed Waimel, en maakte op het eiland een aantal schetsen, die hij later uitwerkte tot schilderij. Jaan Kross schreef over Kölers verblijf op het eiland in zijn verhaal Kolmandad mäed uit 1975. In het park van het vroegere landhuis staat een gedenksteen voor Kölers verblijf.
In 1913 waren er enige aanwijzingen dat er bij Vaemla aardolie in de grond zat. Na intensief onderzoek werd in 1924 de hoop op winbare hoeveelheden olie definitief opgegeven.

## Foto's

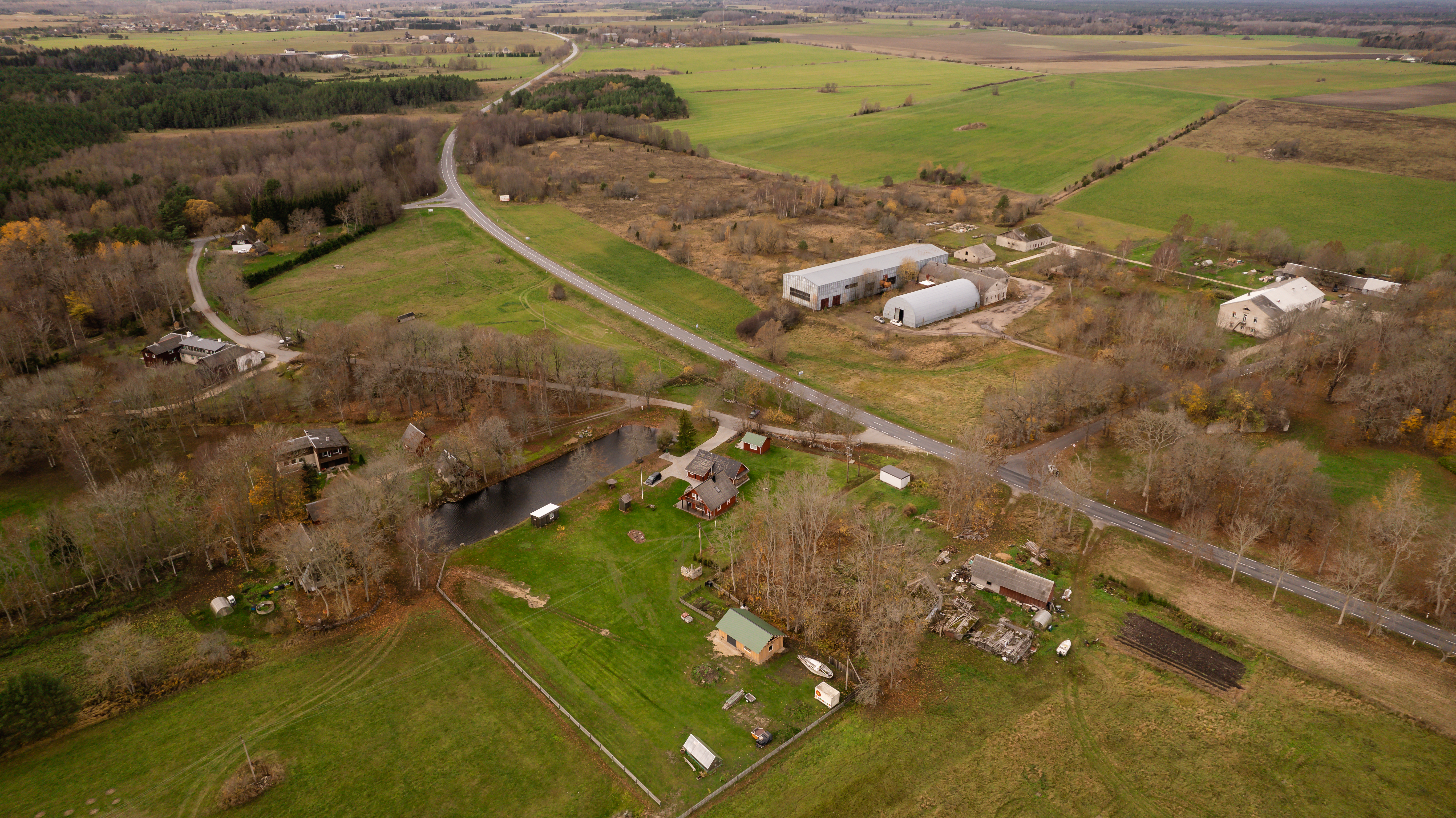
Vaemla vanuit de lucht
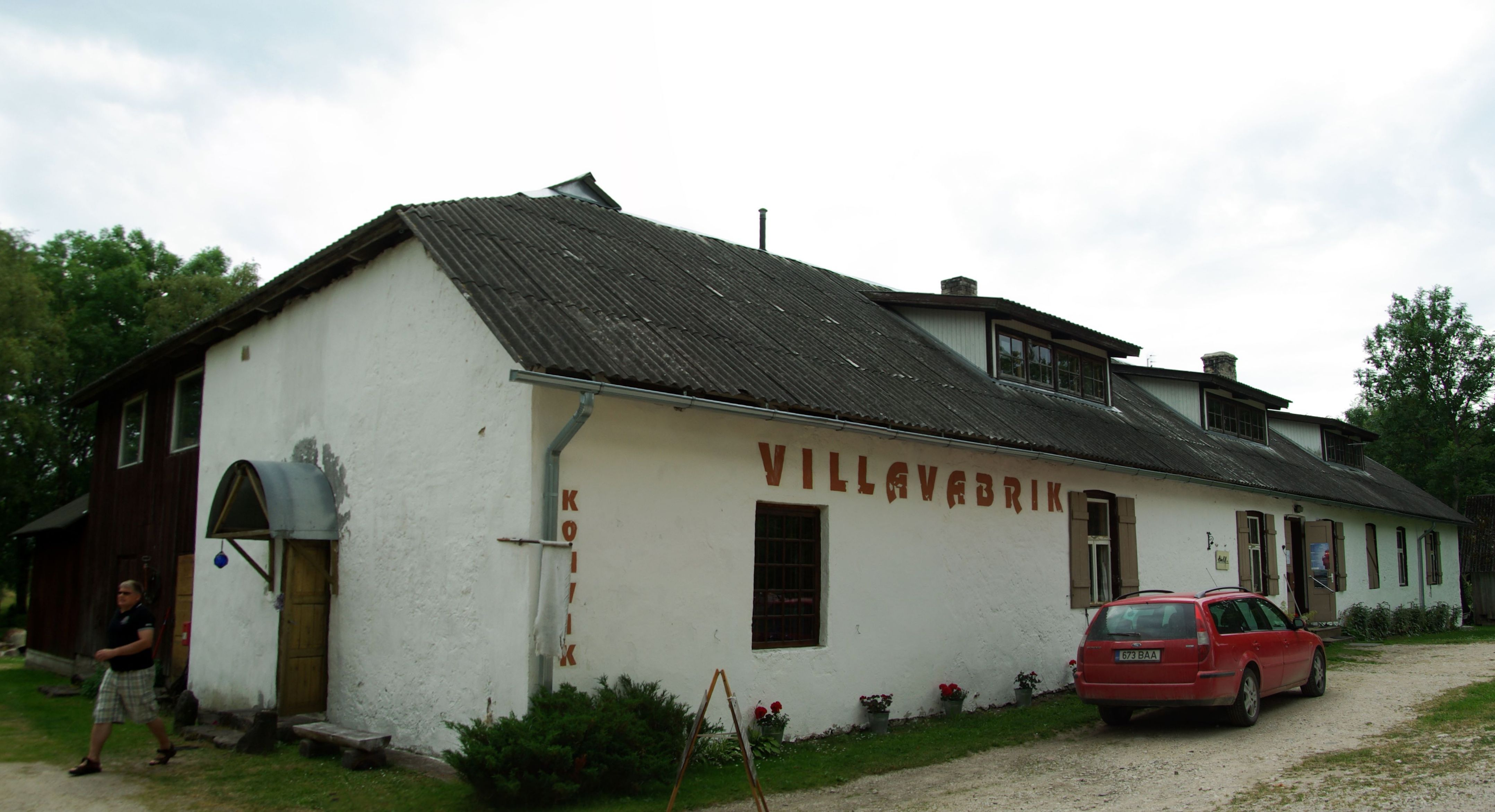
Wolfabriek
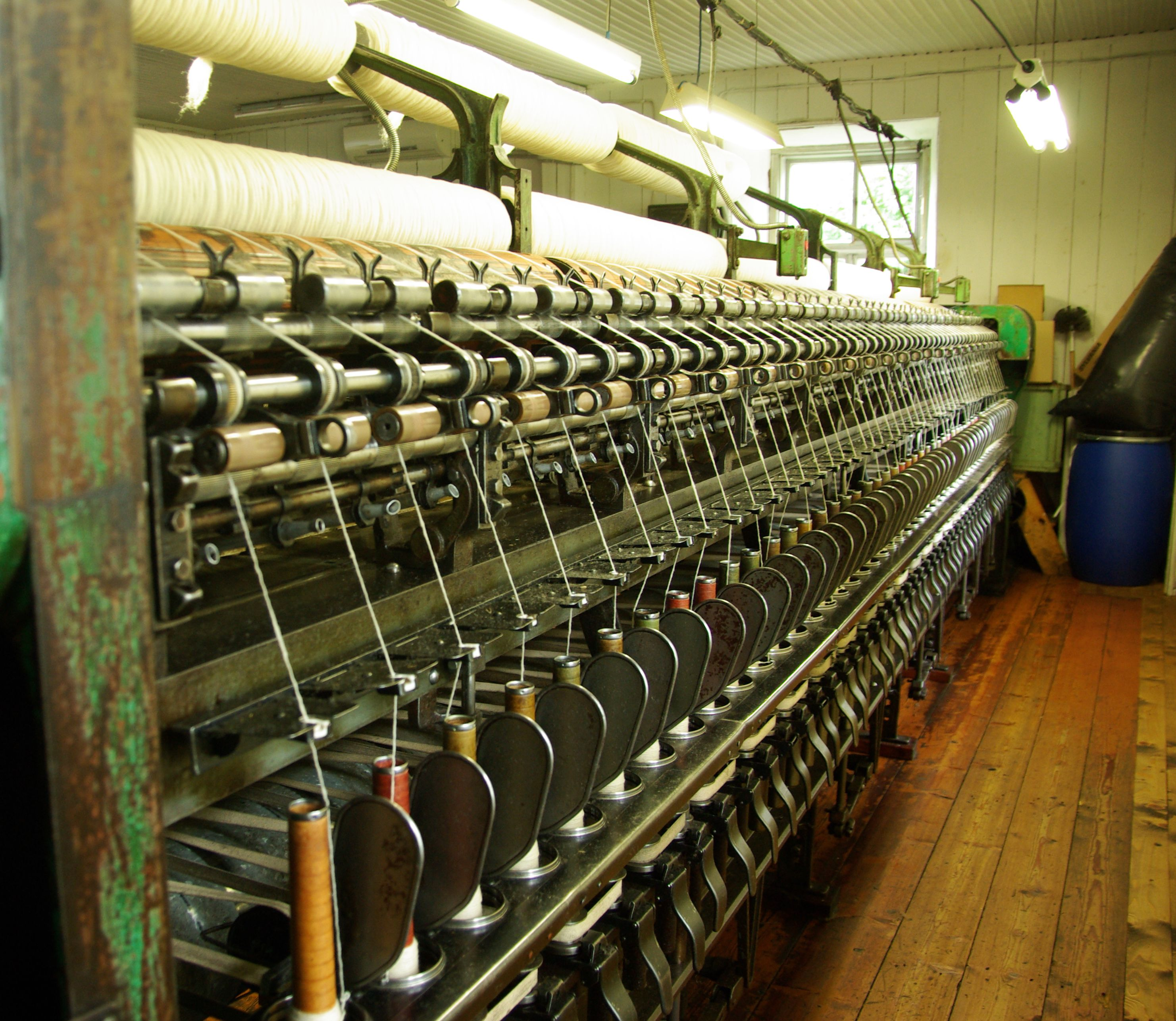
Een van de machines in de fabriek
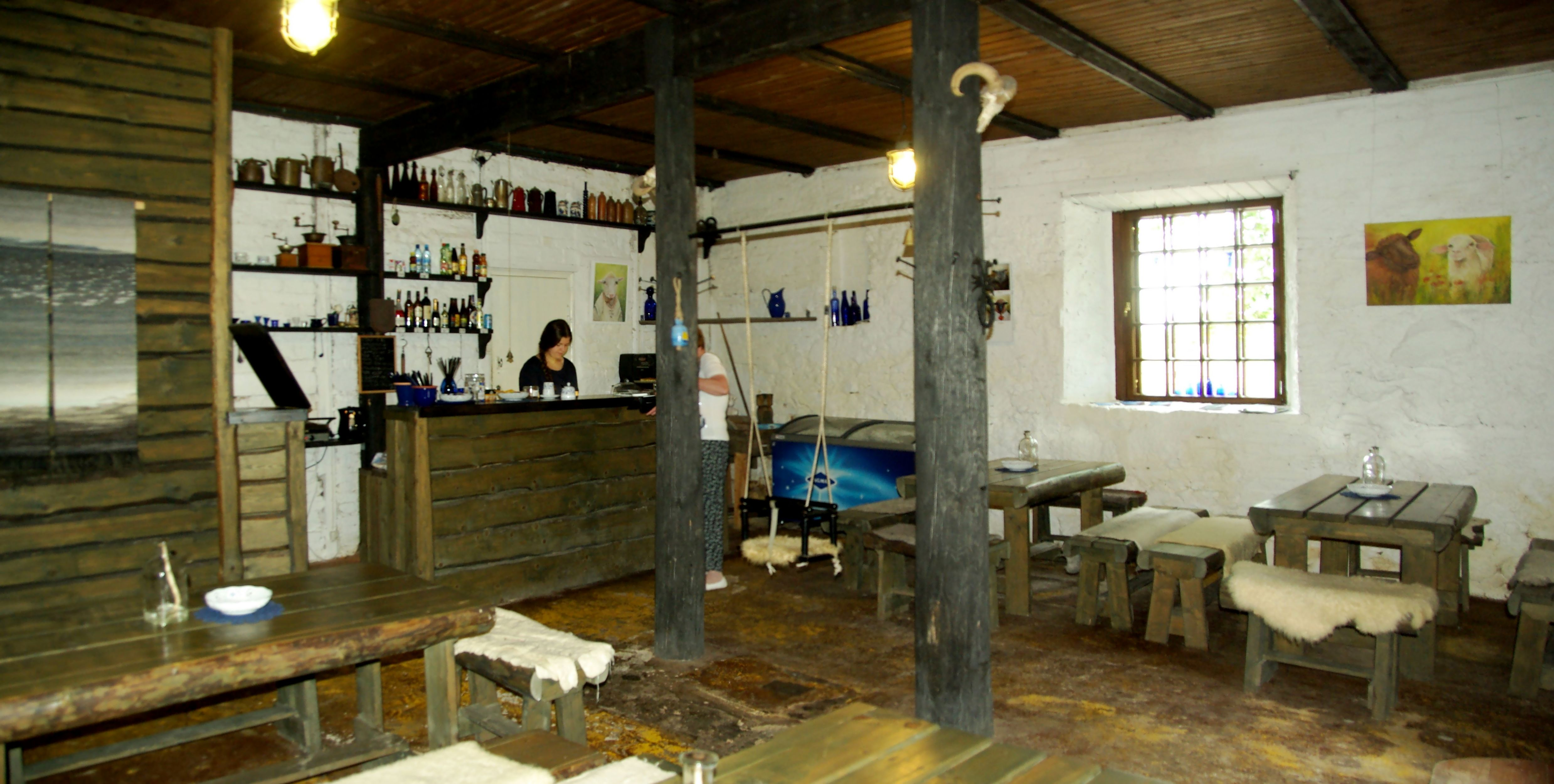
Café
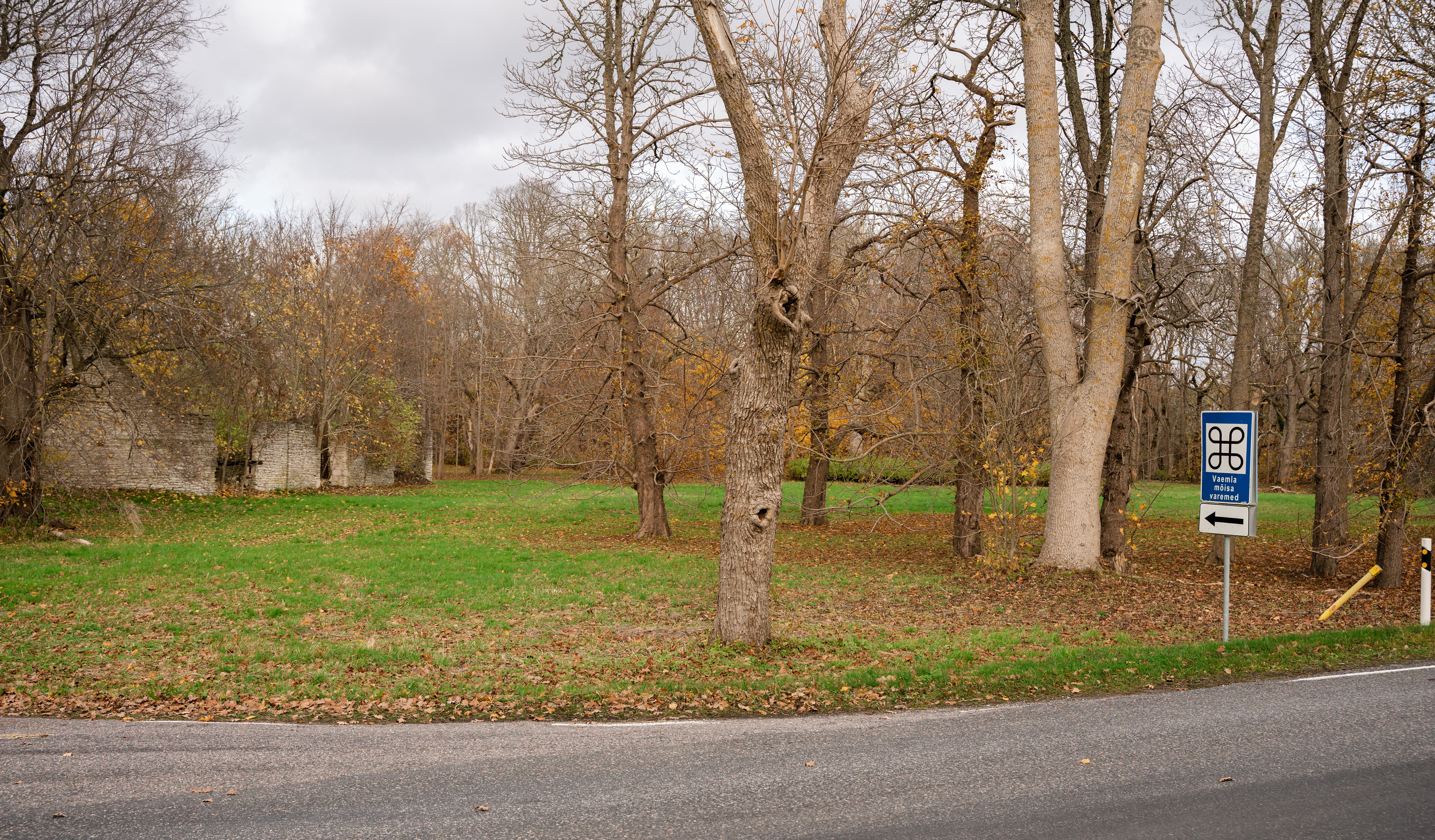
Restant van een stal
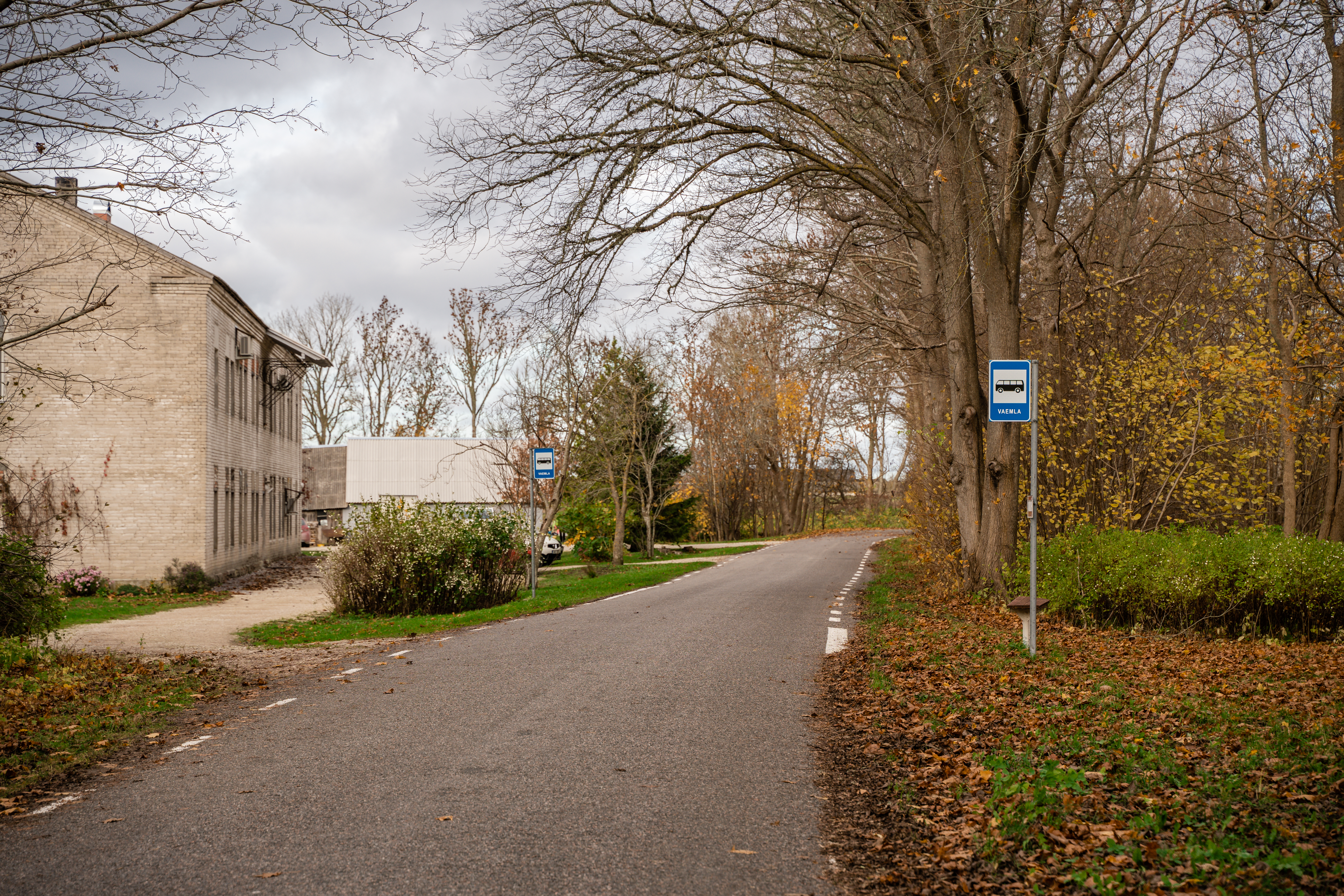
Bushalte